# Manuel Valls (escritor)
Manuel Valls Bernat (Barcelona, 1952) es un escritor que se ha hecho conocido por la publicación de obras destinadas al público juvenil. Relevante es el hecho de que algunas de sus obras se lean y estudien tanto en los institutos españoles y de algunos países latinoamericanos como en los institutos (Gymnasien) alemanes en los cursos superiores. En muy pocas ocasiones el autor ha sido entrevistado por los medios, lo cual dificulta las tareas de investigación tanto para estudiantes como para docentes.

## Biografía
Se ha desempeñado como productor de cine, guionista de cine y televisión, y ha escrito varios libros, tanto en catalán como en castellano. Sus obras se dirigen principalmente al segmento joven del mercado editorial. Ha recibido varios premios literarios. El propio autor afirma que se dedica al público infantil y juvenil porque

(…) me sirve para volcar las mil historias que constantemente se me vienen a la cabeza. Y si escribo para jóvenes es porque me gusta explicar historias con un componente de aventura que los lectores de esa edad agradecen especialmente. Si tuviera que escribir novelas que no me divirtieran ni emocionaran, lo más probable es que no pudiera escribirlas.
Manuel Valls Bernat

## Críticas
Las obras del autor destinadas al público juvenil se ajustan a las convenciones del género (cf. literatura juvenil). Así, por ejemplo, en ¿Dónde estás, Ahmed? el mensaje didáctico central de la obra apunta a una aceptación de los inmigrantes por parte de la población española. Este elemento medular de la novela fue valorado positivamente por la crítica,
pero también negativamente por autores como Nashima Akaloo, quien sostiene que ¿Dónde estás, Ahmed? a pesar de su actitud solidaria frente a los inmigrantes marroquíes contiene elementos de neorracismo, porque lo marroquí se presenta como algo misterioso, sospechoso y lejano, que dificulta el acercamiento entre las culturas.

## Guiones
1971: Bluff (Cortometraje). Guion Manuel Valls, dirección Alberto Trullols.
1988: Blue gin. Guion Manuel Valls y Santiago Lapeira.
1988: És quan dormo que hi veig clar.
1991: Els papers d'Aspern. (Largometraje basado en la novela de Henry James.)
2006: Faltas leves. 
Guion Manuel Valls y Sandra Sanjuán; dirección: Manuel Valls y Jaume Bayarri.

## Libros
1997: Julia y la mujer desvanecida, Madrid, Anaya. En catalán: La Júlia i la dona desapareguda. Barcelona, Barcanova, 1999 y en portugués en Don Quijote, 2000.
1999: Julia y el halcón maltés. Madrid, Anaya, 1999. En catalán: La Júlia i el falcó maltès. Barcelona, Barcanova 2000.
1999: Julia y el meteorito desaparecido. Madrid, Anaya, 1999. En catalán: La Júlia i la desaparició del meteorit. Barcelona, Barcanova, 2000.
1999: No t’enamoris mai d’un androide. Barcelona, Columna.
2000: ¿Dónde estás Ahmed? Madrid, Anaya, 2000. En catalán: On ets, Ahmed?. Barcelona, Barcanova, 2000.
2000: Eva, busca un psicoleg. Barcelona, Columna, 2000. En castellano: Eva busca un buen psicólogo. Barcelona, Ediciones del Bronce, 2000.
2000: Eva, ja tens quince anys i, aixó més que un problema, es una tragedia. Barcelona, Columna. En castellano: Eva, ya tienes quince años y eso, más que un problema, es una tragedia. Barcelona, Ediciones del Bronce, 2000.
2000: Mi amigo el rey (con Norberto Delisio) Madrid, Anaya.
2001: Eva, no pots anar a Berlin amb limusine. Barcelona, Columna. En castellano: Eva, no vayas a Berlín en limousine. Barcelona, Planeta, 2010.
2001: Bob, Nick i Leo. Barcelona, Columna.
2002: Caminar sobre gel. Barcelona, Columna. En castellano: Caminar sobre hielo. Barcelona, Oxford/ Planeta, 2005.
2004: Un año sin sexo. Barcelona, Ático.
2004: Eva, què fas aquesta nit? Barcelona, Columna.
```
  2007:    
La júlia i la dona despareguda
```

## Premios
Premi Columna Jove 2000, por Bob, Nick y Leo.
Premi Joaquim Amat Piniella de novela histórica 2001, por Caminar sobre gel.
Premi Ramón Muntaner 2004, por Eva, què fas aquesta nit?